# Virág Magdolna
Virág Magdolna (Zilah, 1955. május 21.) erdélyi magyar néprajzkutató, néprajzi szakíró, Virág Károly (1922) lánya.

## Életútja, munkássága
Középiskolai tanulmányait Kolozsváron végezte (1974), majd a BBTE-n szerzett magyar–francia szakos tanári oklevelet (1980). Azóta magyar nyelvet és irodalmat tanít Kolozs megyei általános iskolákban.
Első írását a Korunk közölte 1985-ben. Később néprajzi tárgyú államvizsga-dolgozatának részben bővített változata önálló kötetként jelent meg (Temetés a Tövisháton. Haldoklókhoz, halotthoz és temetőhöz kapcsolódó szokások és hiedelmek három szilágysági faluban), ebben Szilágygörcsön, Magyargoroszló és Erked temetkezési szokásairól kérdőíves módszerrel összegyűjtött adatait dolgozta fel. Figyelemre méltó a temetkezési szokáselemek és hiedelemhátterük módszertani igényességgel elvégzett osztályozása: könyvében Arnold van Gennep francia kutató átmeneti rítusfogalmát alkalmazta a három falu szinkron adatainak összehasonlító feldolgozásakor, rávilágítva a szokások működésére, közösségben betöltött funkciójukra, illetve ezen funkciók stabilitására és társadalmi-generációs megítélésükre.
Néprajzi tanulmányait a KJNT 2. Évkönyve (Kolozsvár, 1994), valamint a Gyermekvilág a régi magyar falun c. konferenciakötet (Szolnok, 1995) közölte.
Előkészületben van visai tartózkodása idején gyűjtött, az iskoláskorú gyermekek világára vonatkozó adatainak monografikus feldolgozása Gyermekélet Visában címmel.

## Kötetei
- Temetés a Tövisháton. Haldoklóhoz, halotthoz és temetőhöz kapcsolódó szokások és hiedelmek három szilágysági faluban; Györffy Néprajzi Egyesület, Debrecen, 1994 (A Néprajzi látóhatár kiskönyvtára)
- Vallásos népélet a Kárpát-medencében (Budapest, 1995)

## Társasági tagság
- Kriza János Néprajzi Társaság (1990-)